# Más Pandora que nunca
Más Pandora que nunca es el décimo octavo álbum de estudio y el vigésimo segundo en total del trío musical mexicano Pandora lanzado el 22 de febrero de 2019. Está compuesto de trece canciones que fueron éxitos en voces de otros artistas del 2000 en adelante. Algunos de los temas fueron adaptados a nuevos géneros como el pop y la bachata. El disco se compone por un CD más un DVD con 10 videos musicales grabados en el Casino español de la Ciudad de México, cuatro de ellos a dueto con Joss Favela, Natalia Jiménez, Reik y Sin Bandera.
El primer sencillo «Me vas a extrañar» a dueto con Joss Favela y su videoclip, se colocaron en la primera posición de las listas de iTunes en México y otros países de Latinoamérica.

## Antecedentes
Después de finalizar con éxito la promoción del álbum Navidad con Pandora en 2016, Pandora comenzó la producción de su siguiente álbum a principios de 2018. El concepto original era hacer un tributo a la música de los tríos y recuperar canciones antiguas y actualizarlas, llevando por nombre el proyecto "Vestidas de Trío". Posteriormente la idea fue desechada y se decidió incluir canciones que fueron éxitos recientes y conocidos. El tono musical del disco permaneció, ya que las 13 canciones seleccionadas tienen arreglos de guitarra y requinto.
Con el concepto y los cambios establecidos, el disco fue llamado oficialmente "Más Pandora que nunca". El título se debe a que en el disco, las integrantes cantan una parte de cada canción y el coro juntas, como lo hacían en sus inicios. Además se tomó la decisión de hacer duetos con los compositores/intérpretes originales de cuatro temas.  
Originalmente, el disco estaba planeado para ser lanzado en 2018, pero fue retrasado a febrero de 2019 debido a una complicación de salud por parte del productor del disco Armando Ávila, quien ya había trabajado previamente con el grupo en los discos Pandora 30 y Navidad con Pandora.

## Promoción

### Sencillos
- Pandora lanzó «Me vas a extrañar» junto a Joss Favela como primer sencillo el 23 de noviembre de 2018. La versión solo con Pandora fue lanzada a la par.
- El segundo sencillo, «Me muero» junto a Natalia Jiménez, fue lanzado el 14 de diciembre de 2018.
- El tercer sencillo, «Mientes tan bien» junto a Sin Bandera, fue lanzado el 18 de enero de 2019.

### Sencillos promocionales
- Los temas «El amor de su vida» y «Adiós amor» fueron lanzados como sencillos promocionales para la preventa del disco, el 8 y 15 de febrero de 2019 respectivamente.

## Gira
En 2019, Pandora inició la gira "Más Pandora que nunca Tour" en la Arena Monterrey con lleno total.

## Recepción
En Amprofon el álbum alcanzó la posición no. 1 del Top 100 de los discos más vendidos en México, y se mantuvo en la misma posición durante tres semanas consecutivas.
El álbum alcanzó la posición #2 en la lista general de iTunes en su estreno, en el segundo día ascendió a la posición no. #1. El álbum se mantuvo diez semanas consecutivas en el top 3 de Amprofon.
Las integrantes de Pandora revelaron que un segundo volumen del disco podría estar en sus planes debido a la buena recepción que tuvieron los sencillos y el disco antes y después de su lanzamiento.
El 9 de marzo de 2019 ingreso a la lista de los Hot Latin Songs de la revista Billboard quedando en el puesto N°10 por una semana.
El disco se colocó como el cuarto más vendido en México en 2019 en el Top Álbum en Español Anual y en la séptima posición en el Top Álbum Internacional Anual según datos de Amprofon.
El álbum fue certificado con disco de oro en noviembre de 2022 por ventas superiores a las 40,000 copias.

## Videos
Todos los videos fueron grabados durante dos días en el Casino Español de la Ciudad de México. 
- Me vas a extrañar.
- Adiós amor.
- Me dedique a perderte.
- Corre.
- El amor de su vida.
- Cuando me enamoro.
- Todo cambio.
- Me muero feat. Natalia Jiménez.
- Mientes tan bien feat. Sin Bandera.
- Creo en ti feat. Reik.
- Me vas a extrañar feat. Joss Favela.

## Lista de canciones
CD

| N.º | Título                                | Escritor(es)                                              | Artista original                  | Duración |  |
| 1.  | «Corre»                               | Deisy Rodríguez, Jesse Huerta, Joy Huerta, Tommy Torres   | Jesse & Joy                       | 4:27     |  |
| 2.  | «Me vas a extrañar»                   | Horacio Palencia, Joss Favela                             | Banda MS                          | 3:25     |  |
| 3.  | «El amor de su vida»                  | Julio Bahumea, Kesil Jemima Villa                         | Julión Álvarez                    | 3:20     |  |
| 4.  | «Cuando me enamoro»                   | Descemer Bueno                                            | Enrique Iglesias/Juan Luis Guerra | 3:17     |  |
| 5.  | «Me muero»                            | Armando Ávila, Natalia Jiménez                            | La Quinta Estación                | 3:11     |  |
| 6.  | «Dónde está el amor»                  | Pablo Alborán                                             | Pablo Alborán/Jesse & Joy         | 3:30     |  |
| 7.  | «Mientes tan bien»                    | Noel Schajris , Leonel García                             | Sin Bandera                       | 3:29     |  |
| 8.  | «Todo cambió»                         | Mario Domm, José Luis Ortega                              | Camila                            | 3:08     |  |
| 9.  | «Darte un beso»                       | Prince Royce, Guianko Gómez, Andrés Castro, Juan de Rosas | Prince Royce                      | 3:47     |  |
| 10. | «Adiós amor»                          | Salvador Lozano Garza                                     | Christian Nodal                   | 3:24     |  |
| 11. | «Creo en ti»                          | Kiko Cibrian, Bibi Marin, Julio Ramírez, Mónica Vélez     | Reik                              | 2:43     |  |
| 12. | «Me dediqué a perderte»               | Leonel García                                             | Alejandro Fernández               | 3:54     |  |
| 13. | «Te dejo en libertad»                 | Ashley Grace, Hanna Nicole, José Luis Ortega              | Ha*Ash                            | 3:55     |  |
| 14. | «Me vas a extrañar» (ft. Joss Favela) |                                                           |                                   | 3:29     |  |
| 15. | «Mientes tan bien» (ft. Sin Bandera)  |                                                           |                                   | 3:29     |  |
| 16. | «Me muero» (ft. Natalia Jiménez)      |                                                           |                                   | 3:11     |  |
| 17. | «Creo en ti» (ft. Reik)               |                                                           |                                   | 2:43     |  |

DVD

| N.º | Título                                | Duración |  |
| 1.  | «Corre»                               | 4:27     |  |
| 2.  | «Me dediqué a perderte»               | 3:54     |  |
| 3.  | «El amor de su vida»                  | 3:20     |  |
| 4.  | «Todo cambió»                         | 3:08     |  |
| 5.  | «Me muero» (ft. Natalia Jiménez)      | 3:11     |  |
| 6.  | «Cuando me enamoro»                   | 3:17     |  |
| 7.  | «Mientes tan bien» (ft. Sin Bandera)  | 3:29     |  |
| 8.  | «Adiós amor»                          | 3:24     |  |
| 9.  | «Me vas a extrañar» (ft. Joss Favela) | 3:29     |  |
| 10. | «Creo en ti» (ft. Reik)               | 2:43     |  |

## Posicionamiento

### Semanales
| Lista (2019)              | Mejor posición |
| ------------------------- | -------------- |
| México Top 100 (AMPROFON) | 1              |